# Brecha de Fulda

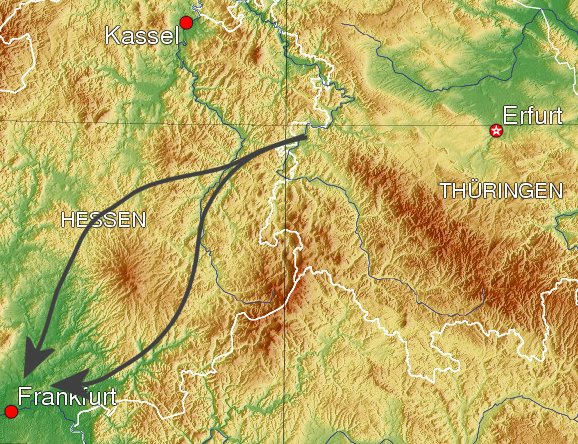
Rutas de ataque teóricas a través de la Brecha de Fulda; al sur por Fulda, al norte por Alsfeld. Las montañas Vogelsberg se elevan entre las dos rutas.

La Brecha de Fulda o Paso de Fulda (en inglés: Fulda Gap, en alemán: Fulda-Lücke), era un área entre la frontera entre los estados alemanes de Hesse y Turingia (parte de la antigua frontera interalemana) y Frankfurt. Llamada así por la ciudad de Fulda, se convirtió en una zona de importancia estratégica durante la Guerra Fría porque contiene 2 corredores de tierras bajas a través de los cuales los tanques podrían haber pasado en un ataque sorpresa de los soviéticos y sus aliados del Pacto de Varsovia para cruzar el río Rhin. El primero de tales corredores, al norte, pasa al sur de Knüllgebirge y luego continúa alrededor del flanco norte de las montañas Vogelsberg. El otro corredor, al sur, pasa por los valles de Fliede y Kinzig, con Vogelsberg al norte y las montañas Rhön y Spessart al sur.
La Brecha de Fulda corresponde aproximadamente a la ruta por la que Napoleón decidió retirar sus ejércitos después de la derrota en la batalla de Leipzig en 1813. Napoleón logró derrotar a un ejército bávaro-austríaco en la batalla de Hanau y de allí emprendió el regreso a Francia. 
A partir de 1815, el área parecía tener una importancia estratégica mínima, ya que se encontraba profundamente dentro de las fronteras de la Confederación Alemana y el posterior Imperio Alemán, y la planificación militar alemana presumió que cualquier guerra se perdería efectivamente mucho antes de que un enemigo se adentrara tan lejos en la patria. La ruta volvió a ser importante al final de la Segunda Guerra Mundial cuando el ejército de Estados Unidos la utilizó en su avance hacia el este a fines de marzo y principios de abril de 1945. El avance estadounidense tuvo pocas consecuencias para la posición estratégica de Alemania (que de hecho era desesperada en ese momento), pero permitió a los estadounidenses ocupar vastas franjas de territorio que la Conferencia de Yalta de febrero de 1945 había asignado a la Zona de ocupación soviética. Esto a su vez hizo mucho para obligar a los soviéticos a honrar su compromiso para permitir el acceso de los aliados occidentales a Berlín a cambio de la retirada estadounidense de este territorio en julio de 1945.
Durante la Guerra Fría, los estrategas de ambos lados de la Cortina de Hierro (también conocido como "El telón de acero"), comprendieron la importancia de la Brecha de Fulda y, en consecuencia, asignaron fuerzas para defenderla y atacarla. Esto se debe a que la Brecha de Fulda ofreció una de las dos rutas obvias para un hipotético ataque de tanques soviéticos contra Alemania Occidental desde Europa Oriental (especialmente desde Alemania Oriental), siendo la otra ruta a través de la llanura del norte de Alemania. Una tercera ruta, menos probable, implicaba viajar a través del valle del río Danubio a través de la neutral Austria. El concepto de una gran batalla de tanques a lo largo de la Brecha de Fulda se convirtió en un elemento predominante de la planificación de la guerra de la OTAN durante la Guerra Fría, y armas como tubos nucleares y artillería de misiles, el cañón sin retroceso nuclear / lanzador táctico Davy Crockett, Municiones especiales de demolición atómica, el helicóptero de ataque AH-64 Apache y el avión de ataque terrestre A-10 evolucionaron con tal eventualidad en mente. 
La Brecha de Fulda era menos adecuada para el movimiento mecanizado de tropas que la llanura del norte de Alemania, pero ofrecía una vía de avance directo al corazón del ejército estadounidense en Alemania Occidental, Frankfurt. La ciudad no solo era el corazón financiero de Alemania Occidental, sino que también albergaba un gran aeródromo (conocido como Rhein-Main Air Base y Aeropuerto de Frankfurt) que fue designado para recibir refuerzos estadounidenses en caso de guerra.
Con la caída de la Cortina de Hierro en 1989, la reunificación de Alemania en 1990 y la posterior retirada de las fuerzas soviéticas, la Brecha de Fulda perdió su importancia estratégica.